# Vương triều thứ Bảy và thứ Tám của Ai Cập
Vương triều thứ Bảy thứ Tám của Ai Cập là một vương triều của Ai Cập Cổ đại (ký hiệu: Triều VIII), vương triều VII và VIII bắt đầu từ năm 2181 kết thúc 2160 trước Công nguyên.

## Pharaon
| Tên                 | Tên Ngai    | Thứ tự trên Danh sách Vua Abydos | Ghi chú |
| ------------------- | ----------- | -------------------------------- | --- |
| Neferkare Pepiseneb |             | 51                               | Danh sách Vua Turin cho rằng ông đã cai trị ít nhất là 1 năm.                                                                                     |
| Neferkamin Anu      |             | 52                               | |
| Iby                 | Qakare Ibi  | 53                               | Danh sách Vua Turin cho thấy vương triều của ông kéo dài từ 2 năm 1 tháng và 1 ngày. Thông tin cũng được tìm thấy ở Quakare Ibi                   |
| Neferkaure          |             | 54                               | Những vũ khí được ghi nhận trong Danh sách Vua Turin, cho thấy vương triều trị vì của ông kéo dài 4 năm và 2 tháng,                               |
| Khwiwihepu          | Neferkauhor | 55                               | Danh sách Vua Turin cho rằng ông đã cai trị trong khoảng thời gian là 2 năm, 1 tháng, 1 ngày, và theo những chữ khắc trên mộ của tể tướng Shemay. |
| Neferirkare         |             | 56                               | Danh sách Vua Turin cho rằng ông đã trị vì vương quốc trong suốt thời gian là một năm rưỡi.                                                       |